# Howard Berman
Howard Lawrence Berman, född 15 april 1941 i Los Angeles, Kalifornien, är en amerikansk demokratisk politiker. Han var ledamot av USA:s representanthus 1983–2013 och ordförande i representanthusets utrikesutskott 2008–2011.
Berman gick i skola i Hamilton High School i Los Angeles. Han studerade sedan vid University of California, Los Angeles. Han avlade 1962  grundexamen och 1965 juristexamen. Han arbetade därefter som advokat. Han var ledamot av California State Assembly, underhuset i delstatens lagstiftande församling, 1973-1982.
Berman blev invald i representanthuset i kongressvalet 1982. Han omvaldes fjorton gånger. Kongressledamoten Tom Lantos avled 2008 i ämbetet och efterträddes av Berman som ordförande i utrikesutskottet.